# Mourad Mghizrat
Mourad Mghizrat, né le 7 septembre 1974 à Fès, est un footballeur international marocain évoluant au poste d'attaquant. Il possède également la nationalité néerlandaise.

## Biographie
Mourad Mghizrat dispute 144 matchs en Eredivisie (D1), inscrivant 17 buts, et 123 matchs en Eerste Divisie (D2), marquant 42 buts.
Il réalise sa meilleure performance en première division lors de la saison 2001-2002, où il inscrit huit buts avec l'équipe du FC Den Bosch. Cette saison là, il inscrit son seul doublé dans l'élite du football néerlandais, lors de la réception du Fortuna Sittard (victoire 4-0 le 26 août 2001). En deuxième division, il obtient son meilleur total lors de la saison 2005-2006, où il marque 18 buts avec l'équipe du FC Emmen.
Il reçoit une seule et unique sélection en équipe du Maroc. Il s'agit d'une rencontre amicale face au Togo, disputée le 26 novembre 1997. 

## Palmarès
- Champion des Pays-Bas de D2 en 2001 avec le FC Den Bosch